# Rhodostrophia glaucofusa
Rhodostrophia glaucofusa là một loài bướm đêm trong họ Geometridae.